# Batalla de rosas
Batalla de rosas (en japonés: 薔薇合戦, romanizado: Bara kassen) es una película dramática japonesa de 1950 dirigida por Mikio Naruse y basada en la novela homónima de Fumio Niwa.

## Sinopsis
El marido de Masago Satomi muere mientras su negocio de cosméticos se ve sacudido por una investigación por malversación de fondos. Masago hereda el negocio pero rápidamente lo pierde debido a las deudas contraídas por su marido. Decidida a recuperarse y con el apoyo financiero del Sr. Kasahara, se encontró al frente de una nueva empresa de cosméticos competidora, Nigera, que rápidamente prospera.
Mientras tanto, sus dos hermanas menores, Hinako y Chisuzu, luchan con sus caóticas vidas amorosas. Hinako, aunque se siente atraída por Sonoike, acepta casarse con Daisuke Hinatsu, un empleado de Nigera, por orden de su hermana mayor. La más joven Chizusu, decidida a tomar su libertad, abandona el hogar familiar para vivir una relación romántica con su amante Ejima, quien rápidamente le saca dinero.

## Elenco
- Kuniko Miyake como Masago Satomi
- Setsuko Wakayama como Hinako
- Yōko Katsuragi como Chisuzu
- Kōji Tsuruta como Sonoike
- Tōru Abe como Mogi
- Mitsuo Nagata como Daisuke Hinatsu
- Yōko Wakasugi como Kiyoko Yamashita
- Shirō Ōsaka como Ejima
- Noriko Sengoku como la mujer de Ejima
- Hanshirō Iwai (acreditado como Shōen Ichikawa) como Kojima
- Eitarō Shindō como Kasahara
- Hiroshi Aoyama como Ozeki
- Tatsumi Kobayashi como Gôzô Satomi
- Shigeo Shizuyama como Ryôsuke Mizuno
- Toshiko Ayukawa como Isoko

## Recepción
La biógrafa de Naruse, Catherine Russell, calificó Batalla de rosas como un trabajo menor de su director, que parecía «haber sido armado apresuradamente, con una edición sorprendentemente abrupta y un guion bastante pobre [...] que se basaba en el sensacionalismo de la mujer "liberada"».